# Albert S. Marks
Albert Smith Marks (16 de outubro de 1836 - 4 de novembro de 1891) foi um político dos Estados Unidos, o 21º governador do Estado do Tennessee, com mandato de 1879 a 1881. Também foi Juiz da Corte de Chancelaria estadual. Marks lutou pela Confederação durante a Guerra Civil, tendo parte de sua perna amputada em consequência de um ferimento sofrido na batalha de Stones River em 1862.

## Início de vida
Marks nasceu em Owensboro, Kentucky, um dos sete filhos de Elisha Marks e Elizabeth (Lashbrook) Marks. Seus pais eram piedosos metodistas, e inicialmente queriam que Albert fosse um ministro religioso. Estudou em Owensboro até os 14 anos de idade, quando seu pai morreu, então concentrou-se em ajudar sua mãe a manter a fazenda da família. Embora tenha tido pouca educação formal, mais tarde ele tornou-se um ávido leitor e leu muito sobre história e literatura antiga.
Quando estava com dezenove anos de idade, Marks mudou-se para Winchester, Tennessee, para trabalhar no escritório do primo de sua mãe, Arthur S. Colyar. Ele estudou direito com Colyar e foi admitido para advocacia em 1858. Associou-se em um novo escritório sob a denominação Colyar, Marks and Frizzell, depois Frizzell retirou-se em 1861, o escritório continuou como Colyar and Marks.

## Guerra de Secessão

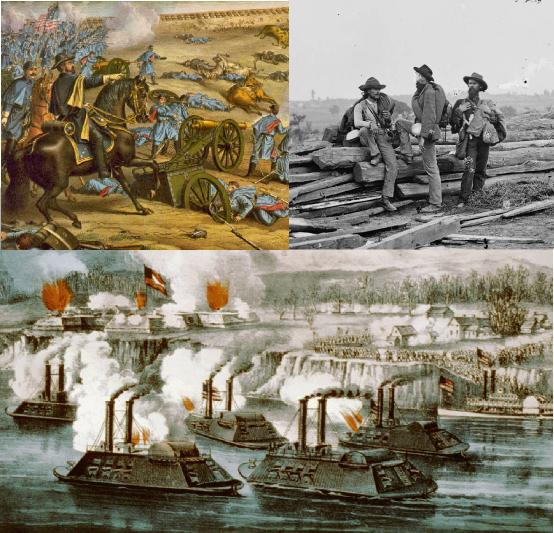
Guerra Civil Americana

Embora ele fosse um democrata do Sul, Marks foi um oponente da secessão. No início de 1861 disputou como o candidato pró-União para representante do seu distrito defendendo a proposta de Convenção do Estado sobre a secessão escrutinando com seu adversário, futuro governador Peter Turney. Quando a guerra iniciou, Marks, no entanto, entrou para o Exército dos Estados Confederados. Ele foi designado como capitão da Companhia "E" da 17ª infantaria do Tennessee, que foi inicialmente comandada por Felix K. Zollicoffer e participou das ações nas batalhas de Camp Wildcat (outubro de 1861), Mill Springs (janeiro de 1862), no Kentucky. Após a morte do Zollicoffer o último engajado, a 17ª infantaria foi reatribuída para general Bushrod Johnson. Em maio de 1862, Marks foi promovido a major.
Durante uma reorganização das forças confederadas em junho de 1862, Marks foi promovido a coronel e colocado no comando da 17ª Infantaria. Seu Regimento foi atribuído para divisão do General Simon Bolivar Buckner, que lançou uma invasão do Kentucky, no outono de 1862. O regimento de Marks lutou na batalha de Munfordville, onde foi ele escolhido por Buckner para aceitar a rendição formal das forças da União. Após esta invasão, a 17ª Infantaria foi atribuída para divisão do General Patrick Cleburne, com o qual ele lutou na batalha Stones River em 31 de dezembro de 1862. Como o Regimento de Marks sofreu uma bateria de tiros da União durante o enfretamento, sua perna direita foi atiginda por um tiro e posteriormente foi amputada abaixo do joelho.
Marks passou a maior parte do restante da guerra convalescente em Winchester e em um hospital em LaGrange, Geórgia, embora ele mais tarde tenha se juntado com a equipe do General Nathan B. Forrest como um defensor de juizado. Após a guerra, ele exerceu a advocacia com Colyar em Winchester até 1866, quando o Colyar se mudou para Nashville. Ele então formou um escritório com os sócios James Fitzpatrick e T.D. Gregory.

## Governador do Tennessee
Marks foi eleito juiz da Corte de Chancelaria do 4º distrito do Estado em 1870. Ele foi reeleito em 1878, mas demitiu-se após receber a indicação do Partido Democrata na disputa para governador daquele ano. Nas eleições gerais, ele ganhou facilmente, com 89.958 votos sobre os 42.284 do candidato republicano, o prefeito de Chattanooga Eli Wight, e 14.155 votos do candidato do Greenback Party, Richard M. Edwards de Cleveland. Marks foi o primeiro democrata eleito após a Guerra Civil, seus dois antecessores, John C. Brown e James D. Porter, tinham sido Whigs antes da guerra.
Como seus dois antecessores, a principal questão imposta para a administração de Marks foi a crise da dívida pública do Estado, que resultou da acumulação gradual de dívida ligada a pagamento por melhorias internas e a construção da estrada de ferro nas quatro décadas anteriores. A crise financeira de 1873 tinha reduzido as receitas do imposto sobre a propriedade e o estado havia cumprido os pagamentos de títulos públicos em 1875. Além disso, uma epidemia de febre amarela tinha dizimado Memphis, provocando mais tensões na economia. Quando Marks assumiu o cargo, o seu partido estava dividido em duas facções, uma favorável ao reembolso total da dívida para proteger o crédito do Estado e a outra favorável a apenas reembolso parcial.
Marks nomeou um Comitê legislativo para investigar a questão da dívida. A Comissão determinou que agentes da estrada de ferro tinham agido sem ética durante a administração de Brownlow, tentando fraudar o estado e, portanto, deveriam ter apenas o direito de reembolso parcial. Marks concordou, então um novo plano de reembolso foi negociado com os bancos. Quando este plano foi colocado aos eleitores do Estado, no entanto, veementemente rejeitaram-no por um votação de 76.333 votos para 49.772, deixando a questão sem solução.
Marks não procurou a reeleição em 1880, percebendo que seu partido estava dividido sobre a questão da dívida. Os democratas divididos foram derrotados nas eleições para governador, naquele ano.

## Últimos anos e morte
Após seu mandato de governador, Marks formou uma nova sociedade de advogados com Colyar e John Childress, Jr., denominada como Colyar, Marks and Childress. Esta sociedade operou até 1883. Marks permaneceu ativo na política, em seus últimos anos. Ele foi um eleitor para o candidato presidencial democrático para distrito geral do Tennessee em 1888 e participou da Convenção Nacional Democrática naquele ano.
Marks morreu no Maxwell House Hotel em Nashville, em 4 de novembro de 1991. Ele foi enterrado no cemitério de cidade de Winchester, Tennessee.

## Família e legado

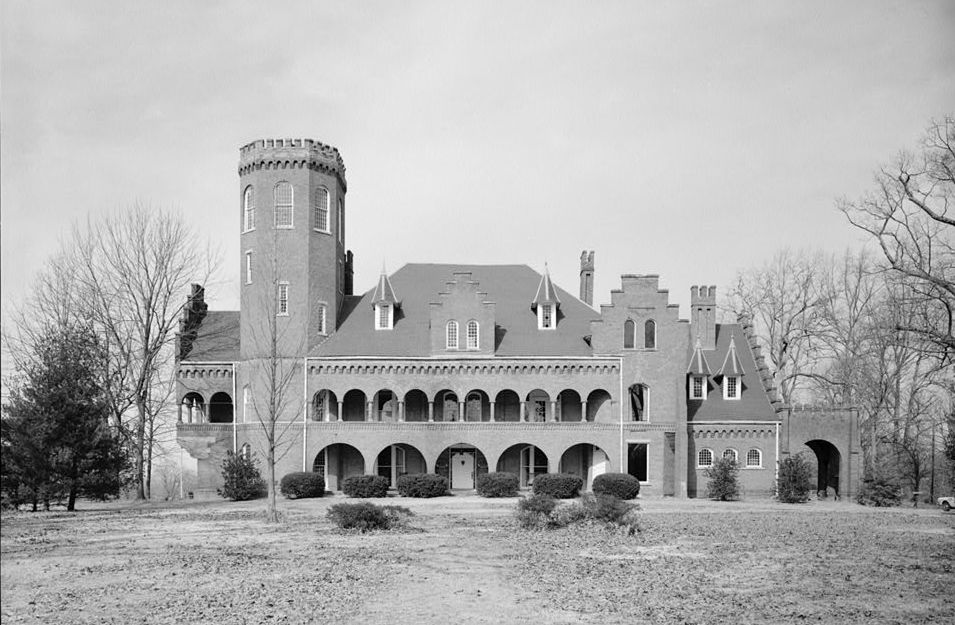
Castelo Hundred Oaks

Marks casou com Novella Davis em 1863, enquanto ele estava se recuperando da lesão da batalha de Stones River. Eles estavam namorando antes desta batalha e depois que sua perna foi amputada, Marks consultou Novella para findar o noivado, mas ela recusou. Eles tiveram dois filhos, Arthur Handly Marks e Albert Davis Marks.
Marks havia vivido em uma plantação perto de Winchester comprada por volta de 1870. Em 1889, seu filho, Arthur, começou a construir uma enorme casa nessa plantação que ficou conhecida como Hundred Oaks Castle. Após a morte de Arthur, seu filho, John, continuou sua expansão. Hundred Oaks foi ocupada pelos padres católicos "Paulist Fathers", durante a primeira metade do século XX. A casa foi colocada no Registro Nacional de lugares históricos em 1975 e documentada pelo levantamento histórico de edifícios americanos na década de 80, e é atualmente mantida pela Kent Bramlett Foundation.

## Fonte da tradução
- Este artigo foi inicialmente traduzido, total ou parcialmente, do artigo da Wikipédia em inglês cujo título é «Albert S. Marks».